# Antenne (insect)

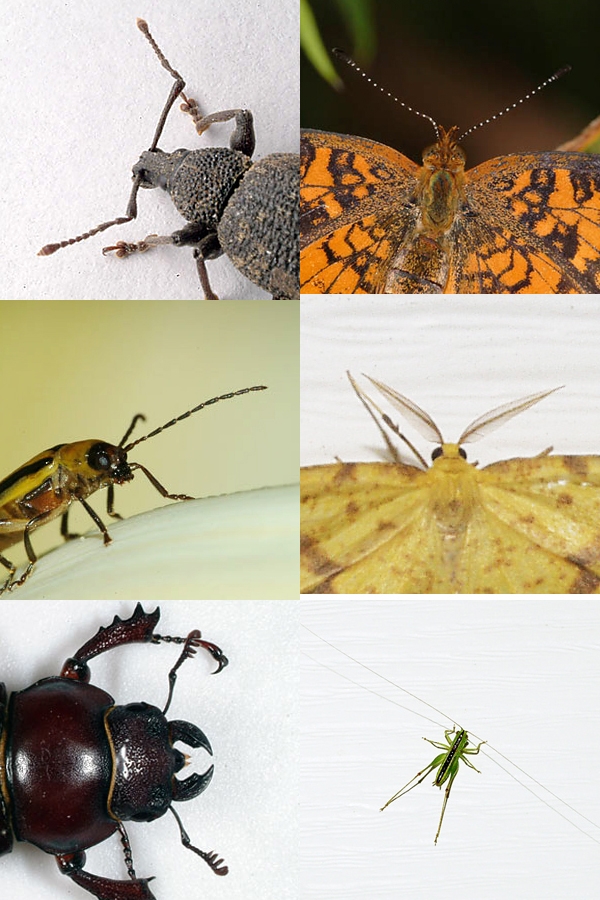
Verscheidenheid in antennes.

De antennes zijn bij insecten de twee gelede voelsprieten die vanaf de kop boven of tussen  de ogen ontspringen. De basis van de antenne wordt de scapus genoemd. Het tweede deel heet de pedicel en de overige antenneleden worden flagella genoemd en zijn meestal gelijkvormig. De vorm, lengte en breedte van de scapus, pedicel en de flagella kunnen een belangrijk determinatiekenmerk zijn tussen gelijkende insectensoorten. 
Het aantal geledingen wisselt met de aard van het insect. De sprieten kunnen zintuigen van velerlei aard bevatten: zowel reuk-, smaak- als tastzin of gehoor komen veel voor. Antennes zijn vaak behaard (veel zintuigen hebben ook een haarvorm). De vorm, kleur, beharing en het aantal geledingen van de antennes zijn belangrijke hulpmiddelen bij het determineren van veel soorten insecten.
De antennes moeten niet worden verward met de kaak- en liptasters of palpen, kleine gelede aanhangsels van de monddelen.

Verschillende antennevormen